# Katarina av Lothringen

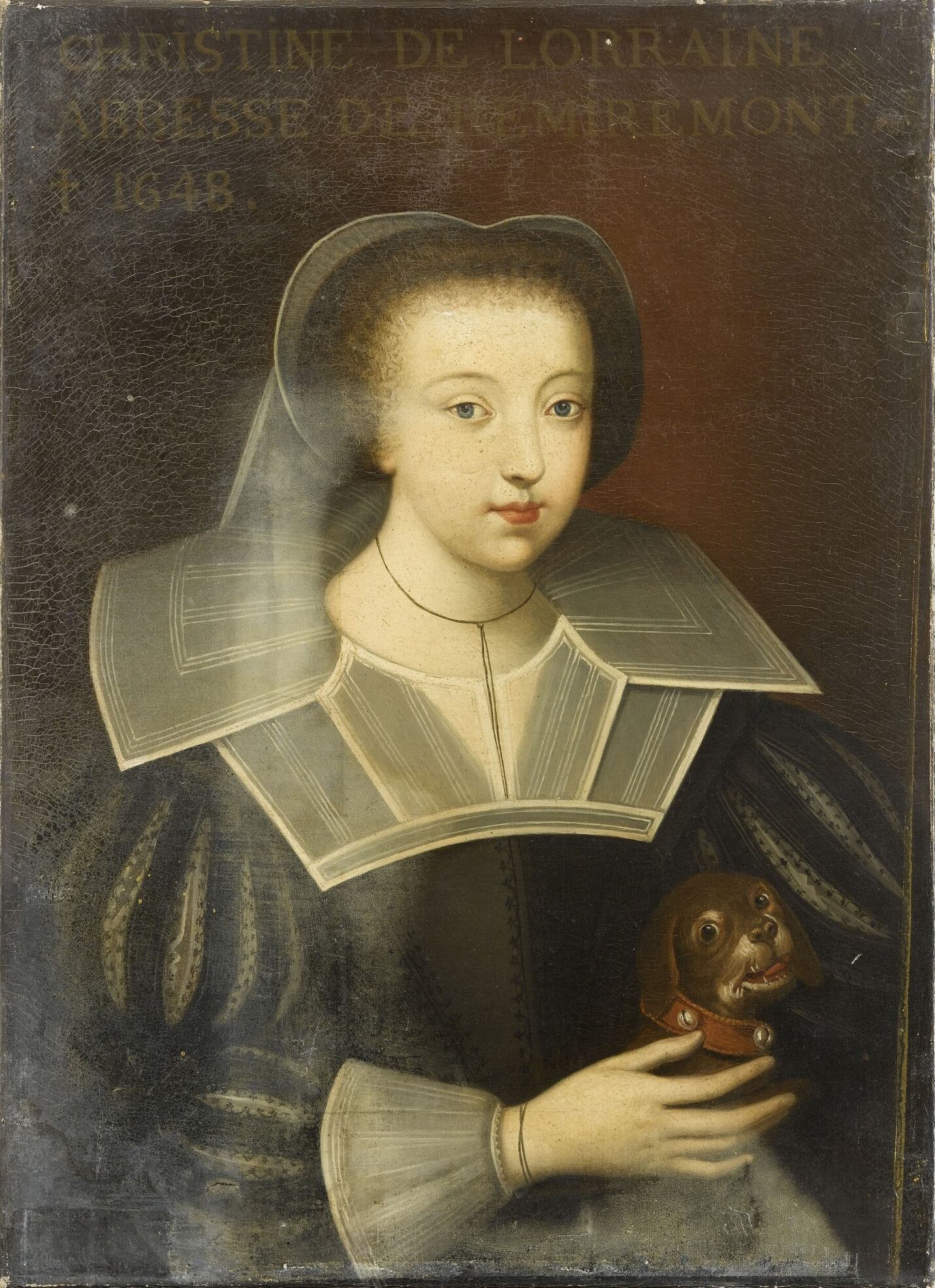
Katarina av Lothringen

Katarina av Lothringen, född 1573, död 1648, var en monark inom det tysk-romerska riket som regerande fursteabbedissa av den självstyrande klosterstaten Remiremont i Frankrike. 

## Biografi
Katarina var dotter till Karl III av Lothringen och Claude av Valois. Hon föreslogs som äktenskapspartner till den tyskromerske kejsaren, men var uppriktigt religiös och vägrade att gifta sig. År 1602 fick hon i stället bli koudjator i Remiremont och därmed dess nästa abbedissa då positionen blev ledig. 
1612 abdikerade den förra abbedissa, Elisabet av Salm, uttryckligen för att avstå platsen till henne. Katarina misslyckades med att tvinga nunnorna att lyda sina löften och hindra dem från att leva ett världsligt liv, som de vid denna tid hade börjat göra. Hon utsåg 1618 sin brorsdotter Margareta av Lothringen till sin blivande efterträdare, men denna rymde med prins Gaston av Frankrike. 
Hon grundade även orden Dames du Saint Sacrement. 
Under trettioåriga kriget 1638 attackerades Remiremont av franska trupper under Turenne. Katarina ledde personligen stadens kvinnor vid byggandet av jordvallar mot fienden. Följande år lyckades hon sluta ett avtal som försäkrade flera områden vid Vogeserna, inklusive Remiremont, neutralitet under kriget.  